# Charles Jean Bernard
Charles Jean Bernard  ( 5 de diciembre de 1876, Ginebra - 29 de julio de 1967, Ámsterdam ) fue un botánico, fitopatólogo suizo-holandés.
Bernard fue a partir de 1905, presidente de los laboratorios científicos en el Jardín Botánico de Buitenzorg (Java). En 1907 fue director de la Estación Experimental de la Teebau. De 1928 a 1933 fue director de los departamentos agrícolas, industriales y comerciales en las Indias Orientales Neerlandesas.
Fue un pionero en el campo de la conservación de la naturaleza. Como botánico estaba preocupado con las orquídeas locales.

## Algunas publicaciones

### Libros
- charles jean Bernard. 1912. Verslag over een reis naar Ceylon en Britsch-Indie: ter bestudeering van de theecultuur. Editor Departement van Landbouw, Nijverheid en Handel. 112 pp.

- ---------------------------------. 1908. Protococcacées et desmidiées d'eau douce récoltées à Java et décrites. Editor Département de l'Agriculture aux Indes Néerlandaises, 230 pp.

- ---------------------------------. 1907. Notes de pathologie végétale. N.º 6 de Bulletin du Département de l'agriculture aux Indies néerlandaises. Editor Impr. du département

- ---------------------------------. 1906. Rapport présenté au directeur du département de l'agriculture a la suite d'un voyage enterpris près de kempit , résidence de Banjoewangi, pour étdier les conditions de développement de cette maladie. N.º 2 de Bulletin du Département de l'agriculture aux Indies néerlandaises. Editor Impr. du département, 48 pp.

## Honores
- 1948: primer presidente de la Unión Internacional para la Conservación de la Naturaleza (UIPN)
- Presidente de la Liga Suiza por la Protección de la Naturaleza[1]
- 1953: Orden del Mérito de la República Federal de Alemania

- La abreviatura «C.Bernard» se emplea para indicar a Charles Jean Bernard como autoridad en la descripción y clasificación científica de los vegetales.[2]